# Mesochorus gibbosus
Mesochorus gibbosus är en stekelart som beskrevs av Schwenke 1999. Mesochorus gibbosus ingår i släktet Mesochorus och familjen brokparasitsteklar. Inga underarter finns listade i Catalogue of Life.